# Hilaire Muñoz
Hilaire Muñoz (Perpiñán, Francia, 21 de abril de 1983), futbolista francés. Juega de portero y su último equipo es el Olympique de Marsella de la Ligue 1 de Francia.

## Clubes
| Club                  | País    | Año       |
| --------------------- | ------- | --------- |
| Olympique de Niza     | Francia | 2000-2005 |
| Balma SC              | Francia | 2006      |
| APEP Pitsilia         | Chipre  | 2006      |
| SO Cassis             | Francia | 2006-2008 |
| Olympique de Marsella | Francia | 2008-2010 |

- Datos: Q2875611